# Acanthogobius elongatus
Acanthogobius elongatus  es un género de peces de la familia de los Gobiidae en el orden de los Perciformes.